# شهرک امام حسین (حمیدیه)
شهرک امام حسین، روستایی در دهستان طراح بخش گمبوعه شهرستان حمیدیه در استان خوزستان ایران است.

## جمعیت
بر پایه سرشماری عمومی نفوس و مسکن در سال ۱۳۹۵، جمعیت این روستا برابر با ۲۲۸ نفر (۶۸ خانوار) بوده است.